# Años de indulgencia
Años de indulgencia es una novela del escritor colombiano Fernando Vallejo (Premio Rómulo Gallegos 2003). Es el cuarto volumen de El río del tiempo. Se considera como una obra de lectura gozosa y tonificante de la literatura hispanoamericana dada su ira explosiva, brillante, sonora, real, sincera y divertida. Uno de los libros más fuertes de Vallejo.

## Sinopsis
Años de indulgencia relata la historia de la continuación de la búsqueda de nuevas posibilidades: esta vez, en los Estados Unidos. 

## Temas

### La soledad
A lo largo de la novela, Vallejo invoca a su abuela a quien, entre otras cosas, "le habla" de su soledad:
- (...) y esta ciudad hostil y el peso de tu ausencia, abuela. Días llevo pensando en vos, en escribirte, ¿pero qué te voy a contar? ¿Lo bien que estoy, lo mal que estoy, lo solo que me siento? ¿O la porquería que es Nueva York, la que son los gringos, la que son los negros? (pág. 31).

### La homofobia
En ciertos pasajes, Vallejo narra cómo es discriminado por su condición de homosexual, como en este pasaje, en unos baños turcos:
- (...) Y con mi hermano. Revolcándonos por el piso, sujetándonos las barrigas se nos van a reventar las tripas. Su risa alimenta la mía, la mía la suya y no pode-mos parar. Nadie entiende nada. Miradas indignadas nos fulminan, una avalancha de silencioso reproche. ¿Y esas ca-bras sueltas del trópico qué les pasó? Y fulminándonos nos discriminan, nos discriminan. Conque discriminándonos, ¿eh? ¿Exiliados de los exiliados, proscritos de los proscritos, parias de los parias? ¡A la mierda! ¡Vámonos Salvador de estos baños de mierda! (pág. 67)

## Ediciones

### 1989
La novela apareció publicada por primera vez en México en 1989 por la  Editorial Santillana. 

### 2002
Una segunda edición en 2002 fue realizada por Alfaguara (del mismo grupo editorial que publicó la primera) en un volumen integral de El río del tiempo.
- Primera reimpresión de la segunda edición, marzo de 2003.
- Segunda reimpresión de la segunda edición, septiembre de 2004.

### 2004
Con un diseño de proyecto de Enric Satué y diseño de cubierta de José Méndez, Años de indulgencia reaparece en diciembre de 2004 terminada de imprimir en los talleres gráficos de Editorial Nomos S.A.
- Datos: Q5715476